# 제이세라
제이세라(J-Cera, 본명: 서주하, 1988년 1월 18일 ~ )는 대한민국의 가수이다.

## 개요
데뷔전인 2004년 고등학생 나이에 한국방송공사에서 주최한 청소년 VJ 콘테스트에서 최우수상을 수상한 뒤, 2005년 제1회 MC 콘테스트에서 인기상, 같은해에 부산학생가요제에서 대상을 수상했고 각종 가요제에서도 대상을 받았다.
2010년 싱글 음반 같은 소속사 디셈버와 함께한 《Lonely Night》로 가요계에 데뷔했다. 이후 9장의 싱글 음반을 취입했으며, 2012년 1월에는 《Love City》 음반에서 〈사랑시 고백구 행복동〉으로 활동했다.

## 학력
- 동덕여자대학교 실용음악과

## 음반
| 음반 정보                                                                                             | 수록곡 |
| --- | --- |
| Lonely Night - 발매일: 2010년 7월 15일 - 포맷: 디지털 싱글 음반 - 음반사: 씨에스해피엔터테인먼트      | 1. 혼자왔어요 (December Ver.) 2. 혼자왔어요 (J-Cera Ver.) |
| Love Story - 발매일: 2010년 9월 28일 - 포맷: 디지털 싱글 음반 - 음반사: 씨에스해피엔터테인먼트        | 1. 사랑지우개 |
| Ballade Of Winter - 발매일: 2010년 12월 8일 - 포맷: 디지털 싱글 음반 - 음반사: 씨에스해피엔터테인먼트 | 1. 여자이니까 2. 여자이니까 (Inst.) |
| Endless Love - 발매일: 2011년 2월 24일 - 포맷: 디지털 싱글 음반 - 음반사: 씨에스해피엔터테인먼트      | 1. 언제나 사랑해 2. 언제나 사랑해 (Inst.) |
| Tears - 발매일: 2011년 6월 23일 - 포맷: 디지털 싱글 음반 - 음반사: 씨에스해피엔터테인먼트             | 1. 안녕 (With 아이린, 유림) 2. 안녕 (Inst.) |
| 가슴으로 운다 - 발매일: 2011년 8월 11일 - 포맷: 디지털 싱글 음반 - 음반사: 씨에스해피엔터테인먼트     | 1. 가슴으로 운다 (With 디셈버,아이린,윤미) 2. 가슴으로 운다 (Inst.) |
| Tears Of Crystal - 발매일: 2011년 11월 10일 - 포맷: 미니앨범 (EP) - 음반사: 씨에스해피엔터테인먼트    | 1. 그댄 정말 모를거에요 2. 1초라도 3. 내 마음 별이 되어 4. 가슴으로 운다 Ver. III (Feat. 아이린) 5. 여자이니까 6. 사랑 지우개 7. 언제나 사랑해 8. 그댄 정말 모를거에요 (Inst.) |
| Love City - 발매일: 2012년 1월 12일 - 포맷: 디지털 싱글 음반 - 음반사: 씨에스해피엔터테인먼트         | 1. 사랑시 고백구 행복동 |

## 수상
- 2004년 KBS 청소년 VJ 콘테스트 최우수상
- 2005년 제1회 MC 콘테스트 인기상
- 2005년 부산학생가요제 대상 수상
- 2005년 제5회 동주대 실용음악학과 청소년콘테스트 1위
- 2011년 싸이월드 디지털 뮤직 어워드 이달의신인상